# جيش لبنان العربي
خلال حرب السّنتين في لبنان 1975-1976 انشقّ جناح عن الجيش اللبناني بقيادة الملازم أول أحمد الخطيب الذي كان مُلتحقًا بثكنة مرجعيون «فأذهل الكثيرين باستقطابه عددًا لا يُستهانُ به من ضُبّاط الجيش وعناصره»، قام أعضاء «جيش لبنان العربي» بالاستيلاء على دبّابات للجيش، وتوجّهوا بها إلى منطقة سيطرة الفصائل الفلسطينية المسلحة في العرقوب. سيطر بعدها بالتعاون مع قوات فلسطينية، على كل المواقع العسكرية الصغيرة المنتشرة على طول الطريق بين مرجعيون وراشيا.
في مرحلة لاحقة، توسعت حركته مع اندثار أجهزة الدولة، ورأت فيه القيادة الفلسطينية نصيرًا لبنانياً لعملياتها في لبنان، ودعمته بعدد كبير من العناصر الفلسطينية المقاتلة، شارك جيش لبنان العربي في عمليات عسكرية كثيرة إلى جانب المقاتلين الفلسطينيين.
عملت سوريّا على الحدّ من تزايد قوّة جيش لبنان العربي، ومع انتهاء حرب سنتي 1975-1976، تلاشى دور الخطيب وجيشه.
اتّخذت جميع القوى المسيحية موقفًا معاديًا من هذا الجيش.